# The Real Housewives
The Real Housewives is een van oorsprong Amerikaanse mediafranchise bestaande uit verschillende realityseries die worden uitgezonden op Bravo. Ze documenteren de levens van een aantal welgestelde huisvrouwen die woonachtig zijn in verschillende regio's in de Verenigde Staten. De eerste versie, The Real Housewives of Orange County, beleefde haar première in 2006.
Het succes van de eerste serie resulteerde in meerdere varianten in onder andere Atlanta, Beverly Hills, Miami, New Jersey, New York en in Washington D.C.

## Geschiedenis
In mei 2005 werd The Real Housewives aangekondigd als een van zes realityseries in opdracht van de Amerikaanse televisiezender Bravo. Het werd geïnspireerd door soapseries als Desperate Housewives en Peyton Place, de serie zou de levens van upper-class vrouwen documenteren die een glamoreus leven leiden in een gated community waar de gemiddelde woning een prijskaartje van $ 1.600.000 heeft en waar CEO's en gepensioneerde professionele atleten wonen. De serie werd in januari 2006 omgedoopt tot The Real Housewives of Orange County en ging op 21 maart in première.
In september 2007 bevestigde Bravo de productie van de serie Manhattan Moms, een serie die een elite groep van New Yorkse vrouwen en hun families zou volgen. De serie werd echter in januari 2008 omgedoopt tot The Real Housewives of New York City en werd de tweede variant van de Real Housewives-franchise. De serie ging op 4 maart in première. De derde variant, The Real Housewives of Atlanta, werd in juni aangekondigd en beleefde zijn première op 7 oktober. De vierde variant, The Real Housewives of New Jersey, werd al in mei 2008 genoemd voor een eerste seizoen maar beleefde zijn première pas op 12 mei 2009. The Real Housewives of D.C. werd geïntroduceerd als de vijfde variant in oktober 2009 en beleefde zijn première op 5 augustus 2010, de serie werd echter na een aantal afleveringen geannuleerd. In januari 2016 volgde The Real Housewives of Potomac en in april van datzelfde jaar The Real Housewives of Dallas.

## Format
Ondanks dat het programma zich binnen het docusoap genre bevindt, heeft het Real Housewives merk toch een aantal sterke formatelementen. Iedere serie draait om een vaste groep welgestelde vrouwen uit een specifiek geografisch gebied. De cast bestaat uit 6 - 8 hoofdkarakters, die gedurende de seizoenen kunnen wisselen. Daarnaast zijn er ook de zogenaamde "friends of the show", die regelmatig te zien zijn in de serie maar niet tot de hoofdkarakters behoren. In iedere aflevering komt het grootste deel van de hoofdkarakters samen op een event.

### Opening credits en taglines
Een belangrijk vast element van de serie zijn de opening credits, waarin de hoofdkarakters kort worden voorgesteld. Hier horen vervolgens taglines bij, die ieder seizoen weer wisselen.

### Reünie
Aan het einde van (bijna) ieder seizoen, is er een reünie-aflevering. In tegenstelling tot de overige afleveringen, is in deze aflevering niet de dagelijkse reality van de hoofdkarakters te zien. In plaats daarvan nodigt een presentatie de hoofdkarakters uit in de studio. Aan de hand van fragmenten, worden ruzies en onderwerpen uit het seizoen besproken. De reünie-aflevering staat bekend als de dramatische climax van het seizoen.

## Varianten
Dit overzicht is mogelijk incompleet; u kunt helpen door het uit te breiden.

### Amerikaanse varianten
| Naam                                    | Première         | Seizoenen |
| --------------------------------------- | ---------------- | --------- |
| The Real Housewives of Dubai            | 21 juni 2023     | 2         |
| The Real Housewives Ultimate Girls Trip | 16 november 2021 | 5         |
| The Real Housewives of Salt Lake City   | 11 november 2020 | 5         |
| The Real Housewives of Dallas           | 11 april 2016    | 5         |
| The Real Housewives of Potomac          | 17 januari 2016  | 9         |
| The Real Housewives of Miami            | 22 februari 2011 | 7         |
| The Real Housewives of Beverly Hills    | 14 oktober 2010  | 14        |
| The Real Housewives of D.C.             | 5 augustus 2010  | 1         |
| The Real Housewives of New Jersey       | 12 mei 2009      | 14        |
| The Real Housewives of Atlanta          | 7 oktober 2008   | 16        |
| The Real Housewives of New York City    | 4 maart 2008     | 15        |
| The Real Housewives of Orange County    | 21 maart 2006    | 19        |

### Nederlandse varianten
| Naam                               | Land      | Première         | Seizoenen |
| ---------------------------------- | --------- | ---------------- | --------- |
| The Real Housewives of Amsterdam   | Nederland | 24 november 2022 | 3         |
| The Real Housewives of Antwerp     | België    | 17 maart 2025    | 1         |
| The Real Housewives van het Zuiden | Nederland | 18 april 2025    | 1         |

### Internationale varianten
Naast de Amerikaanse varianten zijn er ook internationale varianten geproduceerd. De eerste Nederlandstalige variant, The Real Housewives of Amsterdam, werd sinds 24 november 2022 uitgezonden op Videoland.
| Naam                                 | Land                | Première          | Seizoenen |
| ------------------------------------ | ------------------- | ----------------- | --------- |
| The Real Housewives of Melbourne     | Australië           | 23 februari 2014  | 5         |
| The Real Housewives of Vancouver     | Canada              | 26 februari 2017  | 2         |
| The Real Housewives of Toronto       | Canada              | 7 maart 2017      | 1         |
| The Real Housewives of Athens        | Griekenland         | 4 maart 2011      | 1         |
| The Real Housewives of Hungary       | Hongarije           | 25 september 2017 | 4         |
| The Real Housewives of di Napoli     | Italië              | 29 november 2019  | 2         |
| Les Vraies Housewives                | Frankrijk           | 18 maart 2013     | 1         |
| The Real Housewives of Auckland      | Nieuw-Zeeland       | 22 augustus 2016  | 1         |
| The Real Housewives of Nairobi       | Kenia               | 23 februari 2023  | 1         |
| The Real Housewives of Lagos         | Nigeria             | 8 april 2022      | 2         |
| The Real Housewives of Abuja         | Nigeria             | 17 februari 2023  | 1         |
| The Real Housewives of Zony Warszawy | Polen               | 6 september 2023  | 1         |
| The Real Housewives of Slovenija     | Sloveniê            | 2 oktober 2021    | 1         |
| The Real Housewives of Johannesburg  | Zuid-Afrika         | 3 augustus 2018   | 3         |
| The Real Housewives of Durban        | Zuid-Afrika         | 29 januari 2021   | 4         |
| The Real Housewives of Cape Town     | Zuid-Afrika         | 10 juli 2022      | 1         |
| The Real Housewives of Pretoria      | Zuid-Afrika         | 13 oktober 2022   | 1         |
| The Real Housewives of GQ            | Zuid-Afrika         | 3 februari 2023   | 1         |
| The Real Housewives van die Wynlande | Zuid-Afrika         | 20 april 2023     | 1         |
| The Real Housewives of Cheshire      | Verenigd Koninkrijk | 12 januari 2015   | 17        |
| The Real Housewives of Jersey        | Verenigd Koninkrijk | 28 december 2020  | 2         |
| The Real Housewives of München       | Duitsland           | 6 juli 2024       | 1         |

## Trivia
- Housewife Vicki Gunvalson uit The Real Housewives of Orange County heeft de meeste seizoenen op haar naam staan.
- In Nederland zijn er enkele seizoenen van The Real Housewives of Orange County, The Real Housewives of New York City en The Real Housewives of Beverly Hills op RTL 8 uitgezonden. Sinds 2018 kan men ook in Nederland, via de streamingdienst Hayu, alle afleveringen van de Real Housewives-franchise bekijken.